# Serpotortella
Serpotortella, biljni rod mješten u vlatitu porodicu Serpotortellaceae, dio razreda pravih mahovina. Postoje svega dvije vrste koje pripadaju rodu Serpotortella

## Vrste
1. Serpotortella chenagonii W. D. Reese & Zander, 1987 [1988]
2. Serpotortella cyrtophylla W. D. Reese & Zander, 1987 [1988]